# Gare Viger
La gare Viger était une gare ferroviaire canadienne, terminus du réseau de la compagnie du Canadien Pacifique, située à Montréal dans la province de Québec. 
Elle est mise en service en 1897 en remplacement de l'ancienne gare Dalhousie devenue trop petite. La compagnie innove avec un concept gare/hôtel pour son monumental bâtiment voyageurs, au Style Château, qui devient uniquement un hôtel au début des années 1910 lors du déménagement des services du chemin de fer dans un nouveau bâtiment édifié à côté rue de Berri. La gare est fermée en 1951, les deux bâtiments désaffectés perdurent néanmoins. La « gare-hôtel Viger » devient l'édifice Jacques-Viger et la « gare Berri » est utilisé par la municipalité.

## Situation ferroviaire
Établie à 16 mètres d'altitude, la gare Viger était une gare terminus des lignes du Canadien Pacifique. Elle possédait un important faisceau de triage.

## Histoire
La Compagnie de chemin de fer Canadien Pacifique (CFCP) négocie avec Raymond Préfontaine, maire Montréal, pour obtenir une superficie suffisante à l'installation de la nouvelle gare prévue en remplacement de la gare Dalhousie située à moins de 200 mètres plus au Sud. Elle devient propriétaire du terrain le 28 mai 1896. Elle confie la réalisation du bâtiment principal à l'architecte Bruce Price, qui y développe un concept de « gare/hôtel » dans un style éclectique. Les travaux débutent en 1896 et la gare est inaugurée en 1897 et mise en service en août 1898. Le rez-de-chaussée est consacré au service des voyageurs et du chemin de fer, les étages sont occupés par le restaurant et les 88 chambres de l'hôtel.
En 1912, les fonctions ferroviaires sont transférées dans une nouvelle aile attenante, sur la rue Berri. Le nouveau bâtiment, édifié de 1910 à 1912, a également une double fonction ferroviaire et hôtelière. La compagnie le vend à la ville le 17 octobre 1950, tout en restant propriétaire des installations ferroviaires extérieures qui sont définitivement fermées en 1951.

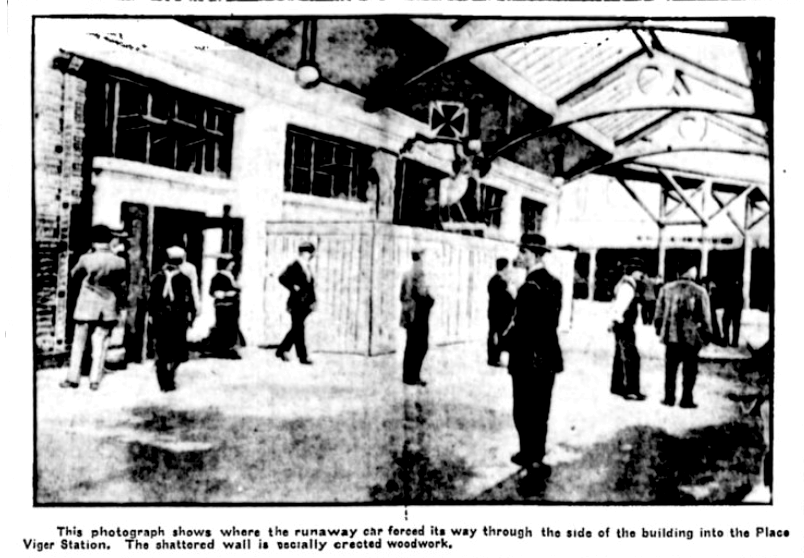
Photo d'un journal montrant l'accident en 1913. La croix indique le trou causée par le wagon.

Un accident le soir du 15 juin 1913 à la gare a vu un wagon plat avec une citerne de 80 000 gallons quitter les rails pour aboutir dans la salle d'attente de la gare. Du goudron de houille de la citerne a inondé le sol et a éclaboussé le plafond. Il y avait trois blessures, causées par le bois et le métal envoyés dans les airs par la force de l'accident (la salle d'attente était peu occupé au moment de l’accident). Le dégât cause quelque mille dollars en dommages. Le lendemain, on a mis des panneaux en bois pour couvrir le trou dans le mur et une dizaine d'hommes passent la journée à enlever le goudron des murs, du plancher et du plafond .

## Après le ferroviaire

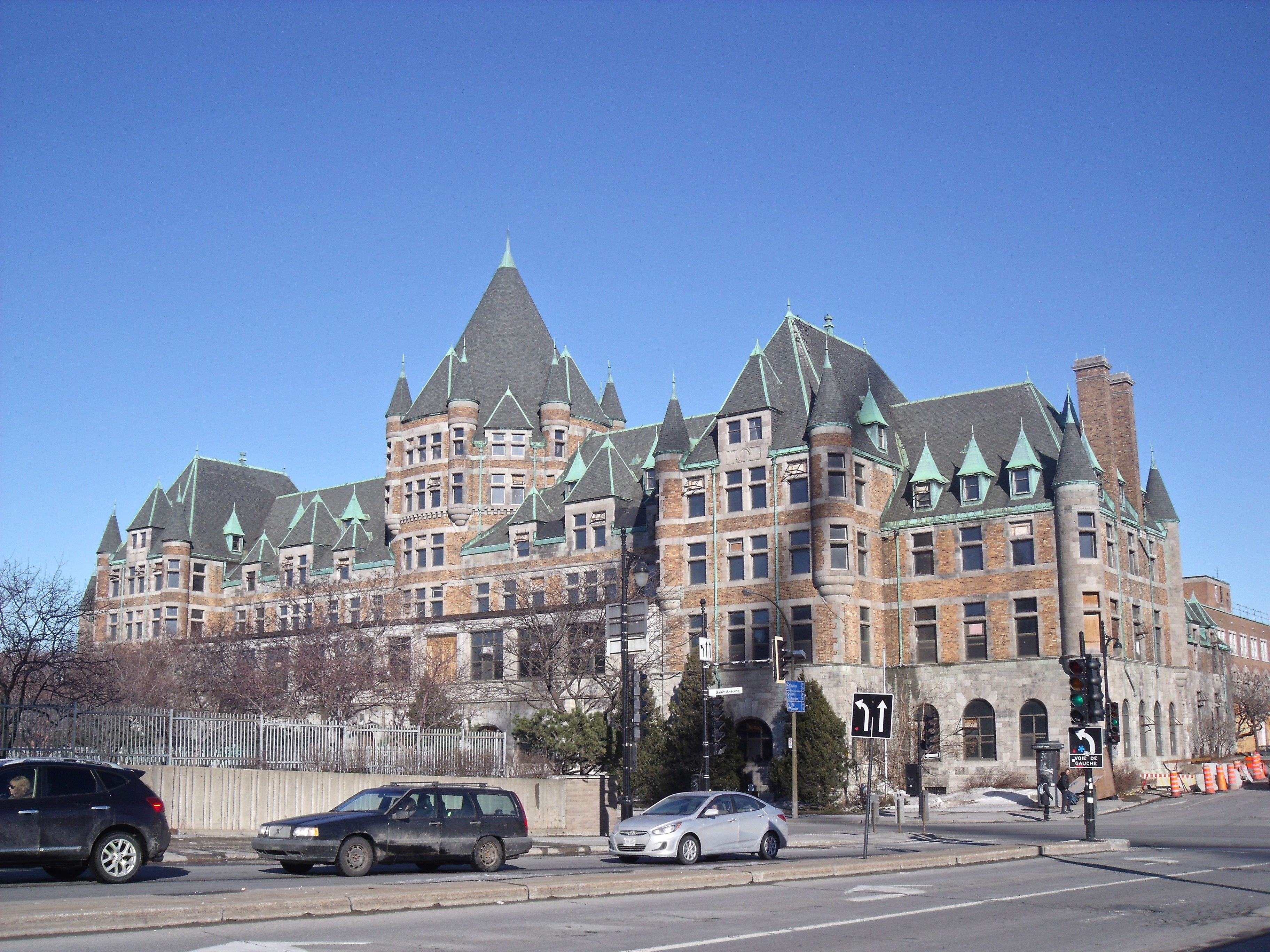
Gare-hôtel Viger

### Bâtiment « gare-hôtel Viger »
Après avoir vu déménager les services des chemins de fer il devient totalement un hôtel après rénovation. En 1935, l'hôtel ferme ses portes, malgré de vives oppositions. Le gouvernement du Canada le loue et l'occupe de 1939 à 1950. Le 17 octobre 1950, la Ville de Montréal l'achète et entreprend en 1954-1955, des travaux de réaménagement en bureaux. Elle y héberge certains services administratifs de l'administration municipale jusqu'en 2006. Vendu pour des opérations immobilières, il devient l'édifice Jacques-Viger.

### Bâtiment « gare Berri »

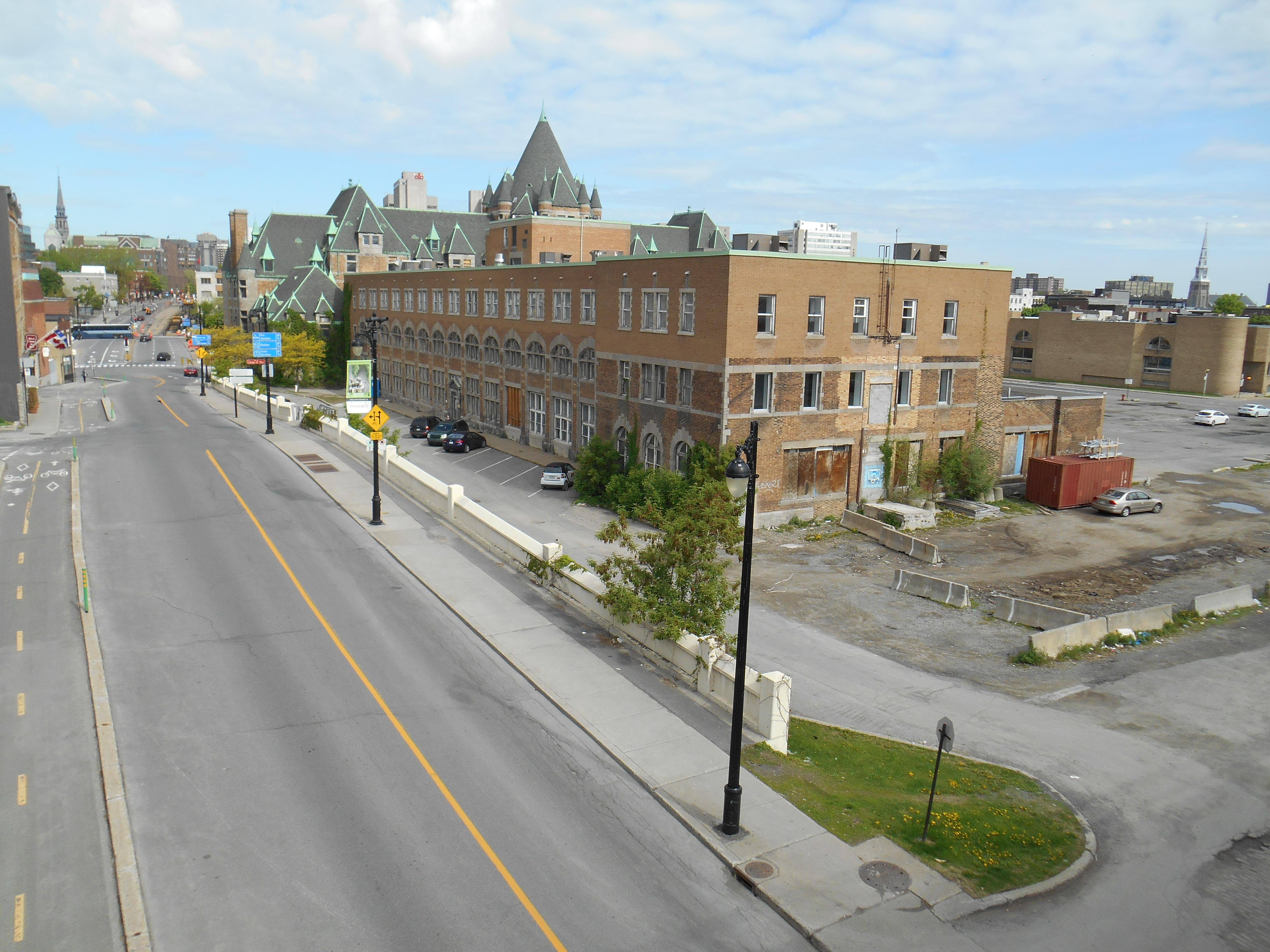
Gare Berri, 755-775, rue Berri

La ville en devient propriétaire en 1950 et y ajoute des étages en 1960. Elle le vend en 2006.